# Charles Nicolle
Charles Jules Henri Nicolle (ur. 21 września 1866 w Rouen, zm. 28 lutego 1936 w Tunisie) – francuski lekarz, bakteriolog, laureat Nagrody Nobla w 1928.

## Życiorys
Był synem lekarza. Studiował medycynę na Université de Rouen oraz w Instytucie Pasteura w Paryżu, w którym po studiach podjął pracę. Od 1903 do śmierci był dyrektorem oddziału tego Instytutu w Tunisie. W 1929 został członkiem Francuskiej Akademii Nauk, a w 1934 Polskiej Akademii Umiejętności.
Prowadził badania nad chorobami tropikalnymi. Jako pierwszy wyhodował pasożytniczego pierwotniaka Leishmania donovani, wywołującego ciężką chorobę zwierząt i człowieka – leiszmaniozę trzewną (kala-azar). Zauważył, że surowica krwi rekonwalescentów po niektórych chorobach zakaźnych (m.in. dur plamisty, odra) ma właściwości profilaktyczne i lecznicze. Wielu żołnierzy z czasów I wojny światowej zawdzięcza mu życie. Był autorem pojęcia nosicielstwa, czyli jak to nazwał „niewidocznych chorób” (fr. maladies inapparentes); usiłował upowszechnić to odkrycie. Podjął próbę opracowania szczepionek przeciwko tyfusowi i innym infekcjom. Odniósł umiarkowany sukces w stosowaniu surowicy od pacjentów po tyfusie i odrze w celu wywołania krótkotrwałej odporności biernej u osób z grupy ryzyka.
Za udowodnienie doświadczalne, że dur plamisty przenoszą na człowieka wszy odzieżowe (1909), został w 1928 uhonorowany Nagrodą Nobla. Współpracował z wybitnym polskim uczonym Rudolfem Weiglem, którego odwiedzał w jego lwowskiej pracowni, prowadzącej – jako jedyna w świecie – hodowlę riketsji – zarazka duru plamistego.
Był autorem wielu prac naukowych, a także książek z filozofii nauki. W 1936 wydano w Polsce Narodziny, życie i śmierć chorób zakaźnych (wydanie oryginalne 1930).